# Javito
Francisco Javier Peral Perianes (Moraleja, Cáceres, 4 de noviembre de 1983), conocido deportivamente como Javito, es un futbolista español que juega como extremo . 

## Trayectoria
Formado como futbolista en la La Masía, debutó en 2004 con el FC Barcelona en el mismo partido que lo hizo Lionel Messi en Champions League ante el FK Shajtar Donetsk. Al año siguiente también debutaría con la Selección de fútbol sub-21 de España ante la Selección de Bosnia y Herzegovina en la ronda clasificatoria para la Eurocopa Sub-21 de 2006. Tras cinco años en el FC Barcelona "B", en 2006 fichó por el Aris Salónica Fútbol Club, equipo con el que estuvo otros cinco años, el último de ellos cedido en el Real Club Deportivo de la Coruña con el que descendió a Segunda División. En 2011 fichó por otro club griego, el Olympiacos, con el que jugó apenas seis meses, saliendo cedido al Orduspor turco. En 2013  ficharía por el Hércules de Alicante donde jugó el último tramo de la temporada, fichando ese mismo verano por la Agrupación Deportiva Alcorcón. Tras una temporada en las filas del equipo madrileño ficharía por el conjunto griego AO Kerkyra y a la temporada siguiente se iría al también griego Panthrakikos. Al igual que en 2012, volvería a España, estando sin jugar durante medio año, hasta que ficharía en el mercado invernal de 2017 por el CD Guijuelo donde jugaría el último tramo de la temporada en Segunda División B de España. El 23 de junio de 2017 se hace oficial su fichaje por el CD Coria de Tercera División de España. 
Actualmente , sigue activo , en el Club Polideportivo Moraleja.  

## Clubes
| Club                        | País    | Año       |
| --------------------------- | ------- | --------- |
| FC Barcelona B              | España  | 2001-2006 |
| Aris Salónica FC            | Grecia  | 2006-2011 |
| Deportivo de La Coruña      | España  | 2011      |
| Olympiacos FC               | Grecia  | 2011-2012 |
| Orduspor                    | Turquía | 2012      |
| Hércules CF                 | España  | 2012-2013 |
| AD Alcorcón                 | España  | 2013-2014 |
| AO Kerkyra                  | Grecia  | 2014-2015 |
| Panthrakikos                | Grecia  | 2015-2016 |
| Club Deportivo Guijuelo     | España  | 2017      |
| Club Deportivo Coria        | España  | 2017-2020 |
| Club Polideportivo Moraleja | España  | 2020-     |